# Temporada 1963-64 de los Boston Celtics
La temporada 1963-64 fue la decimoctava de los Boston Celtics en la NBA. La temporada regular acabó con 59 victorias y 21 derrotas, clasificándose para los playoffs, en los que alcanzaron las Finales por octavo año consecutivo, derrotando en las mismas a San Francisco Warriors, consiguiendo su séptimo anillo, el sexto de forma consecutiva.

## Elecciones en elDraft
| Ronda | Puesto | Jugador        | Posición | Nacionalidad   | Universidad                  |
| ----- | ------ | -------------- | -------- | -------------- | ---------------------------- |
| 1     | 8      | Bill Green     | Alero    | Estados Unidos | Colorado State               |
| 3     | 26     | Chuck Kriston  | -        | Estados Unidos | Valparaiso                   |
| 4     | 35     | Connie McGuire | -        | Estados Unidos | Southeastern Oklahoma State* |

## Temporada regular
| División Este        | División Este | División Este | División Este | División Este | División Este | División Este | División Este | División Este |
| Equipo               | G             | P             | %             | PD            | Casa          | Fuera         | Neutral       | Div           |
| -------------------- | ------------- | ------------- | ------------- | ------------- | ------------- | ------------- | ------------- | ------------- |
| x-Boston Celtics     | 59            | 21            | .738          | –             | 26–4          | 21–17         | 12–0          | 25–11         |
| x-Cincinnati Royals  | 55            | 25            | .688          | 4             | 26–7          | 18–18         | 11–0          | 27–9          |
| x-Philadelphia 76ers | 34            | 46            | .425          | 25            | 18–12         | 12–22         | 4–12          | 13–23         |
| New York Knicks      | 22            | 58            | .275          | 37            | 10–25         | 8–27          | 4–6           | 7–29          |

## Playoffs

### Finales de División
Boston Celtics vs. Cincinnati Royals
| Fecha       | Partido                                  | Ciudad     |
| ----------- | ---------------------------------------- | ---------- |
| 31 de marzo | Boston Celtics 103, Cincinnati Royals 87 | Boston     |
| 2 de abril  | Boston Celtics 101, Cincinnati Royals 90 | Boston     |
| 5 de abril  | Cincinnati Royals 92, Boston Celtics 102 | Cincinnati |
| 7 de abril  | Cincinnati Royals 102, Boston Celtics 93 | Cincinnati |
| 9 de abril  | Boston Celtics 109, Cincinnati Royals 95 | Boston     |
|             | Boston gana las series 4-1               |            |

### Finales de la NBA
Boston Celtics - San Francisco Warriors
| Fecha       | Partido                                        | Ciudad        |
| ----------- | ---------------------------------------------- | ------------- |
| 18 de abril | Boston Celtics 108, San Francisco Warriors 96  | Boston        |
| 20 de abril | Boston Celtics 124, San Francisco Warriors 101 | Boston        |
| 22 de abril | San Francisco Warriors 115, Boston Celtics 91  | San Francisco |
| 24 de abril | San Francisco Warriors 95, Boston Celtics 98   | San Francisco |
| 26 de abril | Boston Celtics 105, Los Angeles Lakers 99      | Boston        |
|             | Boston gana las finales 4-1                    |               |

## Estadísticas
| Rk | Jugador          | Edad | P  | PT | MP   | TC  | TCI  | %TC  | 3P | 3PI | %3P | 2P  | 2PI  | %2P  | TL  | TLI | %TL  | RO | RD | RT   | AS  | RB | TAP | BP | FP  | PTS  |
| -- | ---------------- | ---- | -- | -- | ---- | --- | ---- | ---- | -- | --- | --- | --- | ---- | ---- | --- | --- | ---- | -- | -- | ---- | --- | -- | --- | -- | --- | ---- |
| 1  | John Havlicek    | 23   | 80 |    | 32.3 | 8.0 | 19.2 | .417 |    |     |     | 8.0 | 19.2 | .417 | 3.9 | 5.3 | .746 |    |    | 5.4  | 3.0 |    |     |    | 2.8 | 19.9 |
| 2  | Sam Jones        | 30   | 76 |    | 31.3 | 8.1 | 17.9 | .450 |    |     |     | 8.1 | 17.9 | .450 | 3.3 | 4.2 | .783 |    |    | 4.6  | 2.7 |    |     |    | 2.5 | 19.4 |
| 3  | Tom Heinsohn     | 29   | 76 |    | 26.8 | 6.4 | 16.1 | .398 |    |     |     | 6.4 | 16.1 | .398 | 3.7 | 4.5 | .827 |    |    | 6.1  | 2.4 |    |     |    | 3.5 | 16.5 |
| 4  | Bill Russell     | 29   | 78 |    | 44.6 | 6.0 | 13.8 | .433 |    |     |     | 6.0 | 13.8 | .433 | 3.0 | 5.5 | .550 |    |    | 24.7 | 4.7 |    |     |    | 2.4 | 15.0 |
| 5  | Tom Sanders      | 25   | 80 |    | 29.6 | 4.4 | 10.5 | .417 |    |     |     | 4.4 | 10.5 | .417 | 2.7 | 3.5 | .761 |    |    | 8.3  | 1.3 |    |     |    | 3.5 | 11.4 |
| 6  | Willie Naulls    | 29   | 78 |    | 18.1 | 4.1 | 9.9  | .417 |    |     |     | 4.1 | 9.9  | .417 | 1.6 | 2.0 | .796 |    |    | 4.6  | 0.8 |    |     |    | 2.7 | 9.8  |
| 7  | Frank Ramsey     | 32   | 75 |    | 16.4 | 3.0 | 8.1  | .374 |    |     |     | 3.0 | 8.1  | .374 | 2.6 | 3.1 | .841 |    |    | 3.0  | 1.1 |    |     |    | 3.3 | 8.6  |
| 8  | K.C. Jones       | 31   | 80 |    | 30.3 | 3.5 | 9.0  | .392 |    |     |     | 3.5 | 9.0  | .392 | 1.1 | 2.1 | .524 |    |    | 4.7  | 5.1 |    |     |    | 3.2 | 8.2  |
| 9  | Clyde Lovellette | 34   | 45 |    | 9.7  | 2.8 | 6.8  | .420 |    |     |     | 2.8 | 6.8  | .420 | 1.0 | 1.3 | .789 |    |    | 2.8  | 0.5 |    |     |    | 2.2 | 6.7  |
| 10 | Larry Siegfried  | 24   | 31 |    | 8.4  | 1.1 | 3.5  | .318 |    |     |     | 1.1 | 3.5  | .318 | 1.0 | 1.3 | .795 |    |    | 1.6  | 1.3 |    |     |    | 1.1 | 3.3  |
| 11 | Jim Loscutoff    | 33   | 53 |    | 8.5  | 1.1 | 3.4  | .308 |    |     |     | 1.1 | 3.4  | .308 | 0.3 | 0.6 | .581 |    |    | 2.5  | 0.5 |    |     |    | 1.7 | 2.5  |
| 12 | Johnny McCarthy  | 29   | 28 |    | 7.4  | 0.6 | 1.7  | .333 |    |     |     | 0.6 | 1.7  | .333 | 0.2 | 0.5 | .385 |    |    | 1.3  | 0.9 |    |     |    | 1.5 | 1.3  |